# Kvalsundstunneln
Kvalsundstunneln (norska: Kvalsundtunnelen) är en tunnel på fylkesväg 863 i Tromsø kommun i Troms fylke i norra Norge. Tunneln går under Kvalsundet mellan de båda öarna Kvaløya og Ringvassøya. Den öppnades för trafik 1988 och ersatte då den tidigare färjan mellan Futrikelv och Skulgam. 